# شنایا توین (آلبوم)
شنایا تواین (به انگلیسی: Shania Twain)، نخستین آلبوم شنایا تواین است که در ابتدا در سال ۱۹۹۳ میلادی عرضه شد. گرچه این آلبوم در زمان عرضه‌اش هیچ‌گاه یک آلبوم مشهور نبود، اما آلبوم‌های بعدی او برای وی میلیون‌ها هوادار را ایجاد کرده‌اند و این خود باعث جلب توجه بیشتر به آلبوم شنایا تواین شده‌است و نتیجهٔ آن به دست آوردن گواهی‌نامهٔ پلاتین در ایالات متحده آمریکا به دلیل محمولهً یک میلیونی آن بود.

## فهرست آهنگ‌ها
1. «What Made You Say That» (هسلدن، مانسی) – مدت: ۲:۵۸
2. «You Lay a Whole Lot of Love on Me» (بیچ، بوردرز) – مدت: ۲:۴۸
3. «Dance with the One That Brought You» (هاجین، پیترز) – مدت: ۲:۲۳
4. «Still Under the Weather» (اوینگ، وایت، وایت) – مدت: ۳:۰۶
5. «God Ain't Gonna Getcha for That» (رابینز، تواین) – مدت: ۲:۴۴
6. «Got a Hold on Me» (نیومن) – مدت: ۲:۱۴
7. «There Goes the Neighborhood» (دادسن، گراهام، لینی) – مدت: ۳:۱۷
8. «Forget Me» (اسمیت) – مدت: ۳:۲۱
9. «When He Leaves You» (رید، رابینز) – مدت: ۴:۲۱
10. «Crime of the Century» (فاگن، مورتی) – مدت: ۳:۲۹

## جدول موسیقی
| جدول موسیقی                   | Peak رتبه | گواهی‌نامه     | فروش/محموله |
| ----------------------------- | --------- | ------------- | ----------- |
| جدول موسیقی آلبوم‌های کاندا    |           | پلاتین (۲بار) | ۲۰۰٬۰۰۰     |
| جدول موسیقی آلبوم‌های نروژ     | ۴۰        |               |             |
| جدول موسیقی آلبوم‌های بریتانیا | ۵۸        |               |             |
| یو.اس. بیلبورد ۲۰۰            |           | پلاتین        | ۱٬۰۰۰٬۰۰۰   |